# Крис О’Дауд
Кристофер О’Дауд (енгл. Christopher O'Dowd; 9. октобар 1979) британски је глумац и комичар најпознатији по улози Роја у серији Банда из одељења информатике. 
Неке од већих филмских улога остварио је у филмовима Гуливерова путовања, Деверуше, Овако је са 40 и Тор: Мрачни свет.

## Филмографија

### Филм
| Година | Наслов                                        | Улога          |
| ------ | --------------------------------------------- | -------------- |
| 2004   | Вера Дрејк                                    | Сидов купац    |
| 2005   | Фестивал                                      | Томи О'Двајер  |
| 2007   | Хотел Добро дошли                             | Лијам          |
| 2008   | Како изгубити пријатеље и отуђити се од људи  |                |
| 2009   | Рок барка                                     | Самјон Свафорд |
| 2009   | Често постављана питања о путовању кроз време | Реј            |
| 2010   | Хипи Хипи Шејк                                | Феликс Денис   |
| 2010   | Вечера за глупане                             | Марко          |
| 2010   | Гуливерова путовања                           | генерал Едвард |
| 2011   | Деверуше                                      | Нејтан Родс    |
| 2011   | Пријатељи                                     | Алекс          |
| 2012   | 3,2,1... Frankie Go Boom                      | Брус           |
| 2012   | Сафири                                        | Дејв           |
| 2012   | Овако је са 40                                | Рони           |
| 2013   | Чувари тајног краљевства                      | Граб           |
| 2013   | Двојник                                       | болничар       |
| 2013   | Тор: Мрачни свет                              | Ричард         |

### Телевизија
| Година          | Наслов                          | Улога                               | Напомене                                                  |
| --------------- | ------------------------------- | ----------------------------------- | --------------------------------------------------------- |
| 2003—2005       | Клиника                         | Брендан Давенпорт                   | 18 епизода                                                |
| 2006            | Фантастична госпођа Причард     | Управник                            | 2 епизоде                                                 |
| 2006—2010, 2013 | Банда из одељења информатике    | Рој Тренман                         | 25 епизода                                                |
| 2007            | Романово царство                | Џејс                                | 5 епизода                                                 |
| 2009            | ФМ                              | Линдзи                              | 6 епизода                                                 |
| 2010            | Little Crackers                 | Деда Мраз                           | Епизода: "Chris O'Dowd's Little Cracker: Capturing Santa" |
| 2011            | The Crimson Petal and the White | Вилијам Рахам                       | минисерија                                                |
| 2011—2012       | Породични човек                 | Батлер / Такмичар / Чувар (гласови) | 2 епизоде                                                 |
| 2012—2013       | Девојке                         | Томас Џон                           | 5 епизода                                                 |
| 2012—2015       | Moone Boy                       | Шон Марфи                           | Креатор, сценариста, писац                                |
| 2013—2014       | Чудовишта против ванземаљаца    | Доктор Бубашваба (глас)             | 26 епизода                                                |
| 2013            | Породично стабло                | Том Џедвик                          | 7 епизода                                                 |